# Рудомаха, Андрей Владимирович
Андре́й Влади́мирович Рудома́ха (род. 16 сентября 1964 года, деревня Логиновская, Архангельская область, СССР) — российский общественный деятель, координатор общественной организации «Экологическая Вахта по Северному Кавказу», экс-председатель Краснодарского регионального отделения партии «ЯБЛОКО», член Совета международной общественной организации „Черноморская сеть неправительственных организаций (НПО)“ (Black Sea NGO Network — BSNN).

## Биография
Родился в 1964 году в деревне Логиновская, Архангельская область, СССР. В 1983—1985 годах проходил службу в Советской армии, в железнодорожных войсках в городе Тында. В 1985—1987 годах работал на мехзаводе „Кубань“ резчиком по металлу. 
В 1985—1987 годах участвовал в деятельности движения Клуба самодеятельной песни (КСП), был одним из лидеров краснодарского КСП „Velo“, принимал активное участие в организации Краснодарских слётов КСП. На осеннем Краснодарском слёте КСП 1987 года был инициатором проведения в его рамках специального собрания (митинга), на котором собирались подписи против строительства Краснодарской атомной электростанции. Также по его инициативе на слёте был устроен круглый стол с представителями неформальных движений — хиппи, „зелёными“, рериховцами. Так как это вызвало нарекания со стороны представителей власти, которые присутствовали на слёте, за организацию этих мероприятий получил осуждение со стороны ряда лидеров движения КСП. После этого от активного участия в движении КСП отошёл.
В 1987—1988 годах работал в Советском районном доме пионеров Краснодара, руководил подростковым клубом. С 1987 года участвует в деятельности общественного экологического движения. В 1987—1988 годах — активный участник общественной кампании против строительства атомной электростанции в Мостовском районе Краснодарского края. Кампания была успешной: вследствие протестов жителей Краснодарского края строительство Краснодарской АЭС было отменено. Летом 1987 года присутствовал на встрече экологических активистов СССР в посёлке Гузерипль, на которой было принято решение о создании Социально-экологического Союза. Участвовал в жизни и деятельности коллектива энтузиастов-природоохранников, работавших в Северном лесничестве Кавказского заповедника. В 1988 году был участником кампании в защиту хребта Буйный, расположенного в Майкопском районе Республики Адыгея. В 1988 году в течение полугода пытался устроиться на работу лесником в Кавказский заповедник, однако возможность работать в заповеднике была заблокирована занимавшим тогда пост директора заповедника Тимухиным Н. Т.
С 1989 по 1995 годы Андрей Рудомаха жил в горном поселке Сахрай (Адыгея), где им и другими переселившимися в этот поселок людьми была предпринята попытка создания экопоселения. Этот социальный эксперимент потерпел неудачу, стабильной коммуны тоже создать не удалось. В 1994 году Андрей Рудомаха вернулся к активной природоохранной деятельности, причиной этого стали крупномасштабные вырубки леса на девственных участках природы района горы Большой Тхач, расположенного вблизи поселка Сахрай. Рудомаха восстановил связи с Социально-экологическим союзом (СоЭС), создал отделение СоЭС в Республике Адыгеи (под названием Социально-экологический Союз Адыгеи), принял участие в создании и стал сопредседателем регионального отделения СоЭС в Краснодарском крае, которое было официально зарегистрировано в качестве юридического лица в 1995 году под названием „Краснодарская краевая общественная экологическая организация“. В связи с тем, что охрана природы стала основным занятием, и переменой в связи с этим образа жизни, с 1995 года проживает в Майкопе.
В 1996—2003 годах был одним из лидеров эколого-коммунитарного объединения „Атши“ — коммуны экологических активистов в Майкопе. В рамках жизни и деятельности данной коммуны пытался создать устойчивое коммунитарное сообщество, объединяющее активистов-единомышленников, действующих в сфере охраны природы. Коммуна успешно развивалась в первые годы своего существования, но, начиная с 2000 года, в „Атши“ начался внутренний кризис, в результате которого к 2003 году „Атши“ как широкое коммунитарное сообщество фактически прекратила своё существование. С 1997 года — координатор общественной организации „Экологическая вахта по Северному Кавказу“.
В 1998—2003 годах — сопредседатель Социально-экологического Союза Западного Кавказа. C 1999 года — член Совета международной Черноморской сети НПО (Black Sea NGO Network (BSNN)), представляет в совете BSNN российские неправительственные организации.
В 2005 году решением наградной комиссии Российского экологического движения — „Зеленые“ Андрею Рудомахе было присуждено почетное звание „Зеленый Человек 2004 года“.
В 2006—2007 годах — член Регионального совета по сохранению биоразнообразия и устойчивому использованию ресурсов Кавказского экорегиона.

## Покушения
28 декабря 2017 года был жестоко избит группой неизвестных с причинением тяжких телесных повреждений. Случившееся не оставило равнодушным и международное гражданское общество. 307 активистов из разных стран мира осудило жестокое нападение на Андрея Рудомаху и потребовало наказать преступников.
После этого покушения правозащитники выпустили петицию с требованием полноценного расследования. В поддержку Андрея Рудомахи и о необходимости беспристрастного расследования выступили такие организации, как Гражданский форум ЕС-Россия, Всемирный фонд природы (WWF) России, Гринпис России, Социально-экологический союз, Центр охраны дикой природы и Союз охраны птиц России, Friends of the Earth International, United States Mission to the OSCE.